# Der menschliche Faktor
Pour plus de détails, voir Fiche technique et Distribution.
Der menschliche Faktor (titre international : Human Factors) est un film dramatique réalisé en coproduction germano-italo-danoise par Ronny Trocker sur son propre scénario, sorti en 2021 et mettant en vedette Mark Waschke, Hassan Akkouch, Marthe Schneider et Spencer Bogaert.
Le film a été présenté en première mondiale au Festival du film de Sundance le 29 janvier 2021.

## Fiche technique
- Titre original : Der menschliche Faktor
- Réalisation : Ronny Trocker
- Scénario : Ronny Trocker
- Photographie : Klemens Hufnagl
- Montage : Julia Drack
- Musique : Anders Dixen
- Costumes : Ildiko Okolicsanyi
- Pays de production :  Allemagne,  Italie,  Danemark
- Langue originale : allemand
- Format : couleur
- Genre : dramatique
- Durée : 103 minutes
- Dates de sortie :  
  - États-Unis : 29 janvier 2021 (Festival du film de Sundance)

## Distribution
- Mark Waschke : Jan
- Sabine Timoteo : Nina
- Marthe Schneider : Amélie
- Spencer Bogaert : Lucas
- Karen Margrethe Gotfredsen : Laura
- Isaak Dentler : Karsten
- Hassan Akkouch : Hendrik
- Steve Driesen : Frédéric

## Production
Le tournage principal du film commence le 2 novembre 2019 et se termine le 12 décembre 2019. Il a été tourné à Hambourg, Bruges, Koksijde, Blankenberge, La Panne et Furnes.
Le film a été présenté en première mondiale au Festival du film de Sundance le 29 janvier 2021.